# NGC 4440
NGC 4440 (другие обозначения — UGC 7581, MCG 2-32-67, ZWG 70.99, VCC 1047, PGC 40927) — спиральная галактика с перемычкой (SBa) в созвездии Девы.
Излучения в линии H-альфа в галактике не наблюдается.
Этот объект входит в число перечисленных в оригинальной редакции «Нового общего каталога».
Галактика является самым восточным и самым ярким членом маленькой группы, которая также включает в себя NGC 4431 и NGC 4436. На астрофотографиях она более примечательна, чем остальные члены группы. Галактика повёрнута диском к нам, почти перпендикулярно лучу зрения, у неё большое ядро и короткая перемычка, связанная с частичным псевдокольцом, от которого отходят два спиральных рукава. Там, где концы перемычки соединяются с кольцом или спиральным рукавом, поверхностная яркость увеличена. В любительский телескоп средней апертуры NGC 4440 видна как круглое, достаточно четко очерченное световое пятно с ярким, сгущающимся к центру ядром. Лучевая скорость: 669 км/с. Расстояние: около 30 млн св. лет. Диаметр: около 16 000 св. лет.